# Sesbania longifolia
Sesbania longifolia är en ärtväxtart som beskrevs av Dc.. Sesbania longifolia ingår i släktet Sesbania och familjen ärtväxter. Inga underarter finns listade i Catalogue of Life.